# 城北交通公園

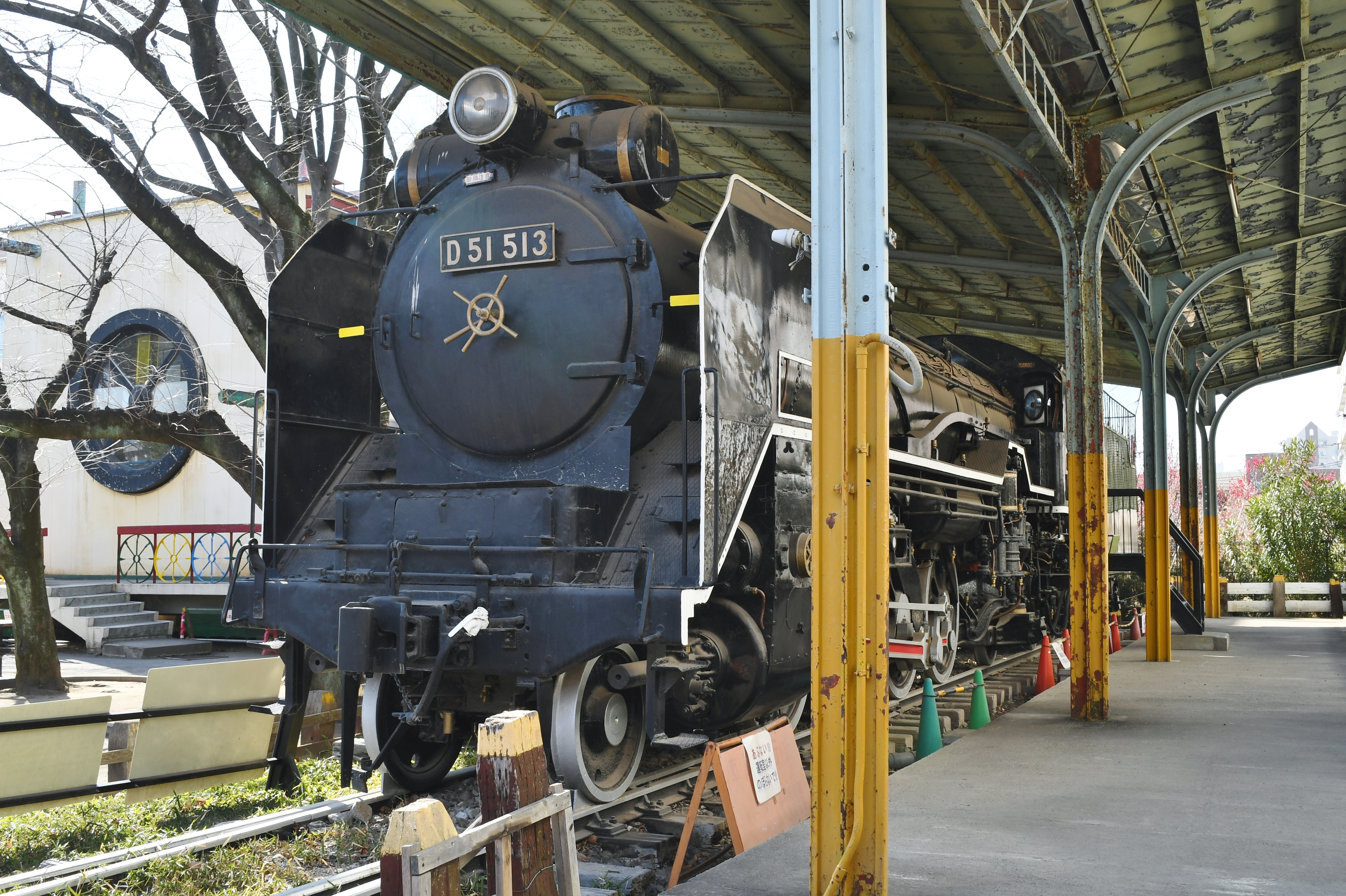
D51 513

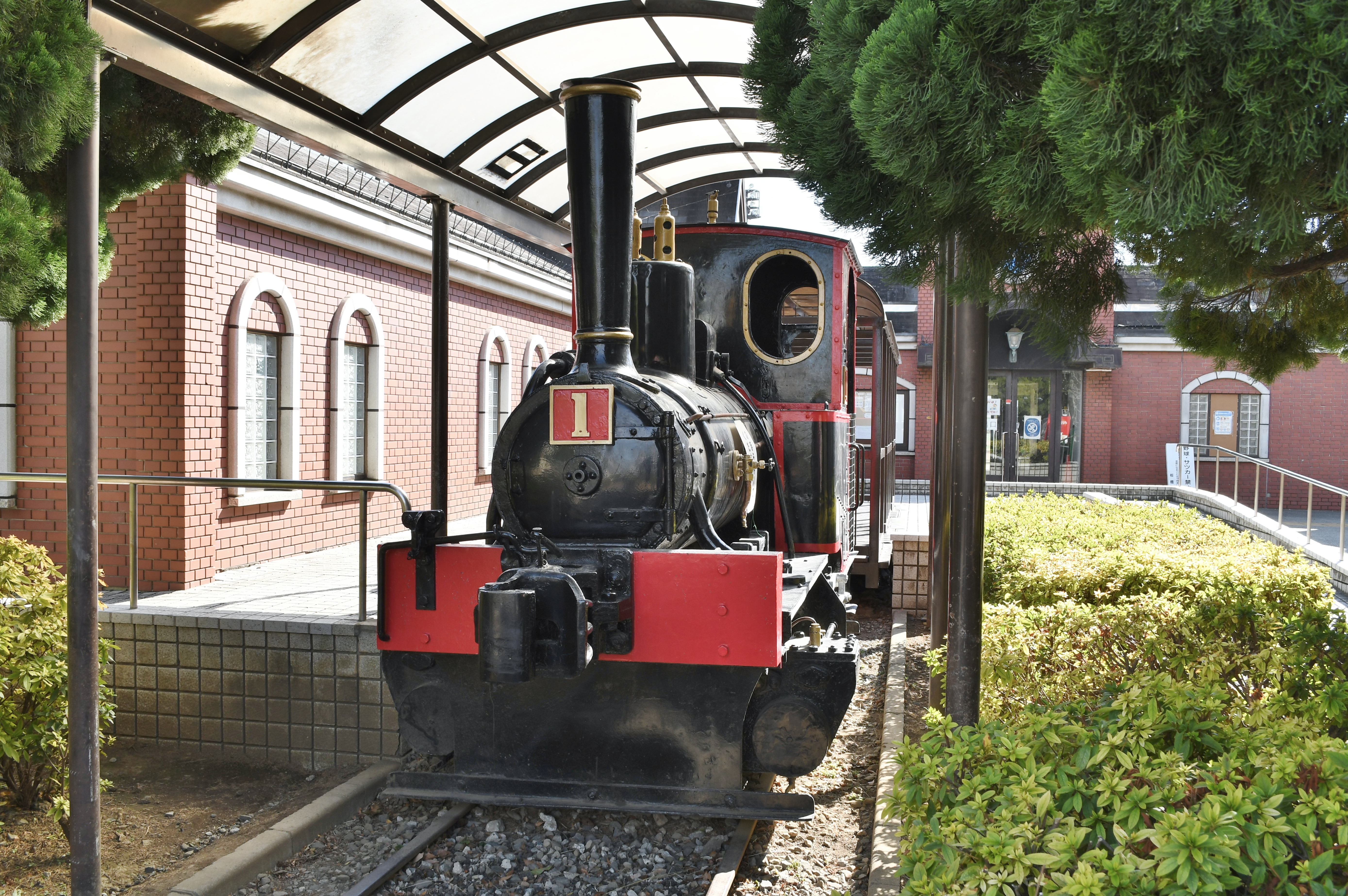
ベビーロコ号
（有田鉄道1→東武鉄道1）

城北交通公園（じょうほくこうつうこうえん）は、東京都板橋区坂下2－19－1に所在する交通公園である。

## 概要
蒸気機関車、都バスの保存展示を始め、ミニSLの運転、鉄道模型の展示などを行っている。

### 静態保存車両
D51 513
戦前から戦後にかけて活躍していたが、1972年に山形県の酒田機関区を最後に廃車となり城北交通公園に搬入された。
東武鉄道1
ドイツのコッペル製で名前は「ベビーロコ号」。
和歌山県の有田鉄道から東武鉄道が譲り受けたものの、小さすぎて性能が良くなかったため、長く放置されていたものをときわ台駅前で展示していた。さまざまな旅を終えて現在は城北交通公園のマスコットとなっている。
都バス
1981年度導入のV-K458号車（日野K-RE101WR）で、目黒営業所（現・港南支所）から葛西営業所（現・江戸川営業所）を経て1991年10月に除籍、その後城北交通公園に来た。車内に入って、見学することも可能。
車軸
東京都交通局8000形電車、1972年設置。

### 交通資料館
- 蒸気機関車の模型、Nゲージの新幹線や電車、昔の蒸気機関車の写真などを展示。2011年2月にリニューアル。
- 館内中央のジオラマでは、16番ゲージの模型機関車を走らせている。

## アクセス
- 都営三田線蓮根駅下車、徒歩5分
- 開園時間は、9時〜16時で、休園日は毎週月曜（祝日の場合は直後の平日に振替）、12月28日〜1月4日